# 2039 Payne-Gaposchkin
2039 Payne-Gaposchkin è un asteroide della fascia principale del diametro medio di circa 23 km. Scoperto nel 1974, presenta un'orbita caratterizzata da un semiasse maggiore pari a 3,1778649 au e da un'eccentricità di 0,1326677, inclinata di 2,52536° rispetto all'eclittica.
L'asteroide è dedicato all'astronoma angloamericana Cecilia Payne Gaposchkin.